# Voetin, Vrancea
Voetin este un sat în comuna Sihlea din județul Vrancea, Muntenia, România. Se găsește la limita județelor Buzău și Vrancea. Are o biserică monument istoric.